# Dorville chauffeur
Dorville chauffeur est un court métrage français réalisé en 1930 par Charles de Rochefort.

## Fiche technique
- Titre : Dorville chauffeur
- Réalisation : Charles de Rochefort
- Genre : comédie
- Production et distribution : Paramount
- Scénario : Marc-Hély
- Procédé : noir et blanc - 35 mm (positif et négatif) - 1,37:1 - son mono

## Distribution
- Dorville
- Fanny Clair
- Gabriel Marot
- Pierre Ferval
- Carlos Avril